# Lakesite (Tennessee)
Lakesite es una ciudad ubicada en el condado de Hamilton en el estado estadounidense de Tennessee. En el Censo de 2010 tenía una población de 1.826 habitantes y una densidad poblacional de 418,41 personas por km².

## Geografía
Lakesite se encuentra ubicada en las coordenadas 35°12′10″N 85°8′27″O / 35.20278, -85.14083. Según la Oficina del Censo de los Estados Unidos, Lakesite tiene una superficie total de 4.36 km², de la cual 4.36 km² corresponden a tierra firme y (0%) 0 km² es agua.

## Demografía
Según el censo de 2010, había 1.826 personas residiendo en Lakesite. La densidad de población era de 418,41 hab./km². De los 1.826 habitantes, Lakesite estaba compuesto por el 0.1% blancos, el 0.82% eran afroamericanos, el 0.38% eran amerindios, el 0.88% eran asiáticos, el 0% eran isleños del Pacífico, el 0.05% eran de otras razas y el 1.2% pertenecían a dos o más razas. Del total de la población el 1.81% eran hispanos o latinos de cualquier raza.